# Będźmierowice
Będźmierowice (kaszub. Bãdzméròjce, niem. Schönberg) – wieś zaborska w Polsce, położona w województwie pomorskim, w powiecie chojnickim, w gminie Czersk.
W latach 1975–1998 miejscowość administracyjnie należała do województwa bydgoskiego.
Wieś stanowi sołectwo gminy Czersk.

## Transport
Przez wieś przebiega linia kolejowa z Bąka do Laskowic Pomorskich. We wsi znajduje się kolejowy przystanek osobowy o nazwie różnej od nazwy wsi – Będźmirowice.